# Ericrocidini
Tribu
Ericrocidini est une tribu d'insectes hyménoptères de la famille des Apidae (une des familles d'abeilles).

## Liste des genres
Selon BioLib (4 avril 2019) :
- Acanthopus Klug, 1807
- Aglaomelissa Snelling & Brooks, 1985
- Ctenioschelus Romand, 1840
- Epiclopus Spinola, 1851
- Ericrocis Cresson, 1887
- Hopliphora Lepeletier, 1841
- Mesocheira Lepeletier & Serville, 1825
- Mesonychium Lepeletier & Serville, 1825
- Mesoplia Lepeletier, 1841